# Люботинь (Великопольське воєводство)
Люботинь (пол. Lubotyń, нім. Lubau) — село в Польщі, у гміні Баб'як Кольського повіту Великопольського воєводства.
Населення — 349 осіб (2011).
У 1975-1998 роках село належало до Конінського воєводства.

## Демографія
Демографічна структура станом на 31 березня 2011 року:
|          | Загалом | Допрацездатний вік | Працездатний вік | Постпрацездатний вік |
| -------- | ------- | ------------------ | ---------------- | -------------------- |
| Чоловіки | 183     | 47                 | 109              | 27                   |
| Жінки    | 166     | 34                 | 90               | 42                   |
| Разом    | 349     | 81                 | 199              | 69                   |